# Dragoș Albu
Dragoș Albu, né le 15 mars 2001 à Plenița en Roumanie, est un footballeur roumain. Il joue au poste de milieu défensif au FCU Craiova 1948.

## Biographie

### En club
Né à Plenița en Roumanie, Dragoș Albu est notamment formé par le CSȘ Craiova et le Școala de Fotbal Gică Popescu, avant de poursuivre sa formation aux Pays-Bas en rejoignant le FC Utrecht en janvier 2018. Il signe son contrat le 8 décembre 2017, et valable jusqu'en juin 2020.
En juillet 2020 Albu retourne dans son pays natal pour s'engager en faveur du FCU Craiova, en deuxième division roumaine. Il joue son premier match avec ce club le 9 septembre 2020, lors d'une rencontre de championnat face au Ripensia Timișoara. Il est titularisé et se fait remarquer en inscrivant son premier but. Il participe ainsi à la victoire de son équipe par quatre buts à un. Il s'impose rapidement comme un titulaire et devient, à seulement 20 ans, capitaine de l'équipe.
Le club est ensuite promu et Albu fait sa première apparition en première division roumaine le 16 juillet 2021, lors de la première journée de la saison 2021-2022 face au CFR Cluj. Il est titularisé et son équipe s'incline par trois buts à deux.

### En sélection
Le 7 septembre 2021, Dragoș Albu joue son premier match avec l'équipe de Roumanie espoirs contre la Géorgie. Il est titularisé et les deux équipes se neutralisent (1-1).